# Roman Zieliński
Roman Zieliński (ur. 28 stycznia 1961, zm. 12 sierpnia 2020) – autor książek o środowisku pseudokibiców w Polsce, kibic WKS Śląsk Wrocław, uznawany za nieformalnego lidera wrocławskiego ruchu kibicowskiego.
W grudniu 2014 został wraz z 17 innymi członkami lub sympatykami Narodowego Odrodzenia Polski prawomocnie skazany przez sąd II instancji na karę grzywny za zakłócanie spokoju i porządku podczas wykładu Zygmunta Baumana we Wrocławiu w czerwcu 2013. Od zachowań działaczy NOP na wykładzie Baumana jako „prezentujących postawy nacjonalistyczne, ksenofobiczne i neofaszystowskie” odciął się w oświadczeniu z czerwca 2013 klub Śląsk Wrocław.
W 2015 r. został skazany za nawoływanie do nienawiści na tle rasowym i narodowościowym w swej książce Jak pokochałem Adolfa Hitlera i skazany na pół roku prac społecznych. Sąd orzekł również, że publikacja mimo kontrowersyjnego tytułu nie propaguje ideologii nazistowskiej. W uzasadnieniu wyroku sędzia Michał Kupiec podkreślał: „Oskarżony za pośrednictwem rozpowszechnianej w latach 2006–2013 książki Jak pokochałem Adolfa Hitlera nawoływał do nienawiści na tle różnic narodowościowych i rasowych poprzez dokonywanie uogólnień i utrwalanie stereotypów w stosunku do Arabów, Żydów i Murzynów, przedstawiając ich jako terrorystów, rasistów, wrogów Polaków, a przy tym jako grupy realnie zagrażające Polsce i Polakom. Czynił to w celu wzbudzenia w odbiorcach wrogości wobec tych grup ludności, które dodatkowo znieważał, używając słów pogardliwych, w których akcentował kolor skóry i rasę człowieka”.
Zieliński publikował w „Gazecie Polskiej Codziennie” oraz w czasopiśmie i na portalu „Fan Śląsk”.
W grudniu 2019 roku grupy kibicowskie Śląska Wrocław wydały oświadczenie, w którym uznały działania Zielińskiego za szkodliwe dla klubu i potępiły jego sympatie dla postaci Adolfa Hitlera. Autorzy oświadczenia zaapelowali też, by nie łączyć publicznej („propagandowej”) aktywności Zielińskiego ze środowiskiem kibiców Śląska Wrocław.
W maju 2020 roku antysemickie i ksenofobiczne wypowiedzi Zielińskiego zostały uwzględnione w raporcie Stowarzyszenia „Nigdy Więcej” zatytułowanym „Wirus nienawiści: Brunatna Księga czasu epidemii”. Dokumentował on akty rasizmu, ksenofobii i dyskryminacji, do jakich doszło w kontekście koronawirusa w Polsce w pierwszej połowie 2020 roku.

## Książki
- Liga chuliganów, Croma, Wrocław 1996, ISBN 83-86343-06-0
- Pamiętnik kibica. Ludzie z piętnem Heysel, Handel Artykułami Przemysłowymi / Roman Zieliński[16], Wrocław 1996, ISBN 83-905569-0-1
- Jak pokochałem Adolfa Hitlera, wydawca nieznany, Wrocław 2006